# Opsariichthys dienbienensis
 Opsariichthys dienbienensis és una espècie de peix cipriniforme de la família dels ciprínids que es troba al Vietnam.